# Codex Bezae

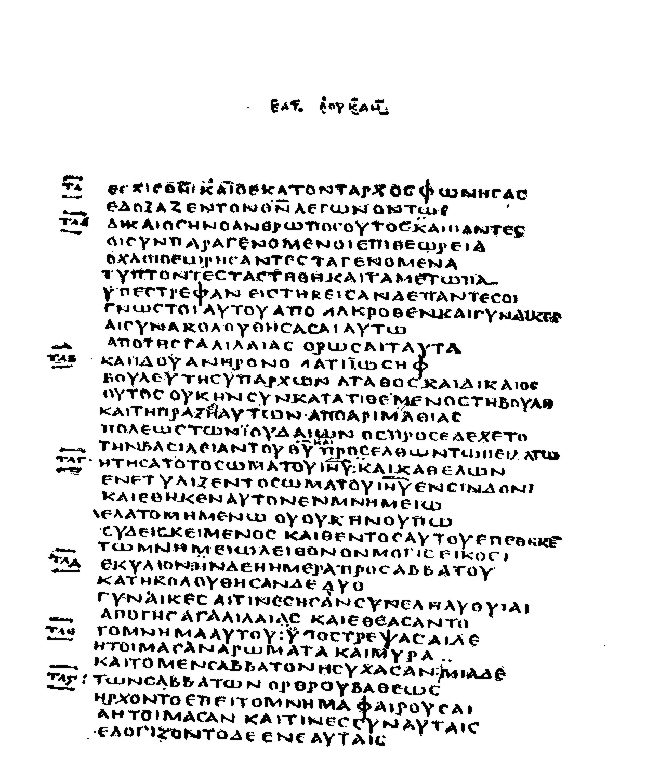

Der Codex Bezae, auch Codex Bezae Cantabrigiensis ist eine Handschrift des Neuen Testaments in griechischer und lateinischer Sprache aus dem 5. Jahrhundert. Übliche Siglen sind Dea, häufig auch nur D, auch 05 Gregory-Aland; δ 5 von Soden; Vetus Latina Siglum d, Nr. 5 nach Beuron. Der Codex wird in der Bibliothek der Universität Cambridge aufbewahrt und hat die Signatur MS Nn.2.41.

## Geschichte
Er war der einzige Bibeltext aus dem ersten Jahrtausend, der im 16. Jahrhundert bekannt wurde. Der Kodex trägt seinen Namen von Theodor Beza, dem Nachfolger Johannes Calvins. Beza schenkte diesen Codex der Universität Cambridge. Gemäß Beza sei der Codex vorher im Kloster St. Irenäus bei Lyon gewesen.

## Beschreibung

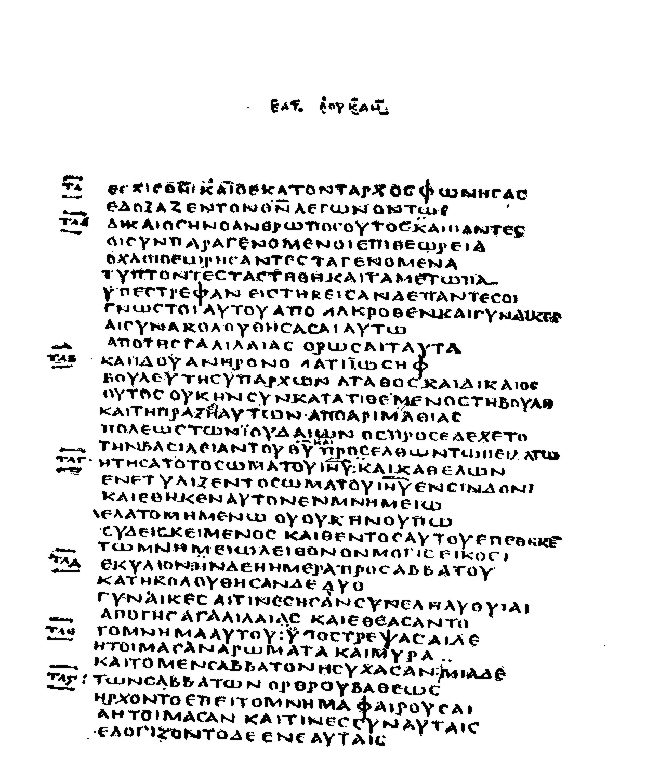
Beispiel für den griechischen Text des Codex Bezae

Der Codex Bezae enthält die vier Evangelien in der Reihenfolge der westlichen Handschriften (Matthäus, Johannes, Lukas, Markus) und einen Teil der Apostelgeschichte.
Der Codex Bezae besteht aus 415 einspaltig beschriebenen Blättern (26 × 21,5 cm). Die linke Seite ist jeweils griechisch, die rechte lateinisch.
Der Codex Bezae hat einen sehr eigenartigen Text, den so genannten Westlichen Text, und ist für diesen Texttyp einer der wichtigsten Textzeugen. Der griechische Text des Codex wurde von Kurt Aland der Kategorie IV zugeordnet. Über die genaue Bewertung wurde noch keine Einigung erzielt, die Tendenz geht allerdings dahin, in ihm eine alte Rezension zu sehen.
Der lateinische Text ist die älteste Form der Vetus Latina und hat große Übereinstimmung mit dem Codex Veronensis und dem Codex Bobiensis.